# Ferran Jaumeandreu i Obradors
Ferran Jaumandreu i Obradors (Barcelona, 17 d'octubre de 1896 - Barcelona, 9 d'octubre de 1945) fou un compositor que es va dedicar principalment a la producció de cançons líriques, que es van convertir en les favorites de les sopranos de la seva època. Sovint emprà el nom de Ferran J. Obradors.
Fill de Lluís Jaumeandreu i Miralles i de la pianista Júlia Obradors i Martínez, estudià a l'Escola Municipal de Música de Barcelona amb Joan Lamote de Grignon i Bocquet i Antoni Nicolau, encara que va ser bastant autodidacte pel que fa a harmonia, contrapunt i composició. Fou director de l'Orquestra del Liceu, de l'Orquestra Simfònica de Ràdio Barcelona i més tard, de l'Orquesta Filarmónica de la Gran Canaria.
Va compondre sarsueles com Angelus (amb text d'Emili Vendrell), La comèdia del diable, Los Mosqueteros del Rey o l'oblidada La campana rota (1929), una obra ambientada en la Rússia tsarista escrita per al lluïment del famós baríton Emili Sagi Barba. També té obra simfònica (Rèplica a la Farandola de Bizet i el curiós El Poema de la Jungla (1938), poema simfònic de tres moviments inspirat per El llibre de la selva de Rudyard Kipling) però el que el va fer més popular van ser les seves cançons per a soprano com «Del cabello más sutil», «Al amor», «El Vito», «Chiquitita la novia», «¿Corazón, por qué pasáis», «Con amores, la mi madre», «Coplas de Curro Dulce», etc.
També va escriure Canciones clásicas españolas per a cant i piano.